# Severská kombinace
Severská kombinace (starším názvem závod sdružený) je zimní sport, kombinující skoky na lyžích i běh na lyžích. Vznikl v Norsku v polovině 19. století a velmi rychle si získal značnou popularitu. Na olympijských hrách se poprvé objevil již roku 1924 v Chamonix.
V současné době se v severské kombinaci pořádají dva typy závodů:
- závod jednotlivců – trvá jeden den; skoky z K90 nebo K120, běh 10 km
- závody družstev – čtyřčlenná družstva, 4×5 km

Organizátorem závodů je Mezinárodní lyžařská a snowboardingová federace (FIS, Fédération internationale de ski et de snowboard).

## Historie
Jako většina zimních sportů i severská kombinace vznikla v Norsku. Do většího vědomí se dostala až v polovině 19. století v norském Holmenkollenu při lyžařském festivalu. Mezinárodního významu dosáhla v roce 1924, kdy se dostala na seznam olympijských sportů a na zimní olympijské hry 1924 v Chamonix.
V sezóně 2005–2006 vyhrál Světový pohár Fin Hannu Manninen. Na ZOH v Turíně zvítězil v klasickém závodě Němec Georg Hettich, sprint vyhrál Rakušan Felix Gottwald a závodu družstev kralovala reprezentace Rakouska.
V sezóně 2007–2008 obhájil titul vítěze Světového poháru Hannu Manninen. Na Mistrovství světa 2007 získal také svou první individuální zlatou medaili, a to ve sprintu. V klasickém závodě obhájil titul Němec Ronny Ackermann.V současné době[kdy?] kraluje SP Francouz Jason Lamy Chapuais.

## Disciplíny
V severské kombinaci existuje několik různých disciplín.

### Individuální závod
- skok na velkém můstku a běh na 10 km
- skok na středním můstku a běh na 10 km
- několik málo závodů se koná také v délce 5 km nebo 15 km (například v rámci etapových závodů Ruka Tour a Nordic Combined Triple)

### Týmový závod
- závod dvojic – skok na velkém/středním můstku a běh na 2 × 7,5 km
- závod čtveřic – skok na velkém/středním můstku a běh na 4 × 5 km

## Závody
V severské kombinaci se koná řada závodů. Jednou za čtyři roky to jsou zimní olympijské hry, jednou za dva roky mistrovství světa a každý rok se koná řada závodů světového poháru. V létě se koná letní Grand Prix.

## Závodníci
Jedním z nejlepších závodníků v historii severské kombinace se stal Anssi Koivuranta z Finska.[zdroj?] V minulosti zářili Kenji Ogiwara, Bjarte Engen Vik, Samppa Lajunen, Hannu Manninen nebo Ronny Ackermann. V minulosti mezi ty nejlepší ve své době patřil i Ladislav Rygl. V současné době[kdy?] se mezi české reprezentanty v seniorské kategorii řadí Jan Vytrval, Ondřej Pažout, Tomáš Portyk ml. a Lukáš Daněk.